# Richard Barone
Richard Barone (Tampa, 1º ottobre 1960) è un musicista statunitense. 
Vive nel Greenwich Village e lavora anche come compositore, arrangiatore, autore, regista e produttore, e produce album come solista.

## Biografia
Barone ha iniziato la sua carriera all'età di 7 anni, conosciuto come 'The DJ Littlest' (il più piccolo tra i DJ) in una stazione radio locale, e si è poi guadagnato l'attenzione come cantante e compositore del gruppo The Bongos, una band new wave al centro della scena musicale di Hoboken nel New Jersey nei primi anni ottanta. Dopo aver pubblicato alcuni singoli per l'etichetta britannica Fetish, raccolti in una compilation uscita negli Stati Uniti, Drums Along the Hudson, il gruppo ha firmato per la RCA Records. The Bongos avevano ottenuto un buon seguito di pubblico e di critica e Barone cominciava ad affermarsi per le sue capacità di autore pop. Muovendo i primi passi della carriera solista il cantautore Barone diveniva più narrativo e i suoi album si addentravano in un terreno baroque pop e orchestrale.
In effetti Barone aveva pubblicato il suo primo album solista, Cool Blue Halo (registrato dal vivo al Bottom Line di New York), prima della separazione amichevole dai The Bongos nel 1987. Il critico musicale Anthony DeCurtis scrisse di Barone nella rivista Rolling Stone, lodandone "gli arrangiamenti eleganti e nitidi" e gli riconobbe la capacità di modellare "una sorta di musica da camera rock". E mentre la rivista Trouser Press descriveva il disco come "intimo, ma confuso" il critico Tom Moon di National Public Radio, in una valutazione più recente, ha definito l'album "un capolavoro lamentoso" e lo ha accreditato della reinterpretazione di The Man Who Sold the World di Bowie, anticipatrice di quella dei Nirvana nell'album Unplugged, aggiungendo: "Cool Blue Halo è un'opera fuori del tempo, forse perfino esotica".
Seguirono altri due album da solista: Primal Dream, etichetta MCA, nel 1990, di forte impronta rock e il più acustico Clouds Over Eden, etichetta WEA, nel 1994, quest'ultimo dedicato ad un suo vecchio amico scomparso, il giornalista rock Nicholas Schaffner, recante in copertina un ritratto di Richard realizzato dal fotografo Duane Michals. Trousers Press difese "l'elegante set di struggenti canzoni d'amore" di Primal Dream, pur ritenendone la produzione e gli arrangiamenti un "passo indietro" dal suo album di debutto. Ma, David Browne, scrivendo su Rolling Stone, attribuì all'album quattro stelle commentando che "Barone sta rapidamente superando il vocabolario limitato di dodici corde e di un pop senza nerbo". Billy Altman, nel New York Times, ha ritenuto il suo album successivo, Clouds Over Eden, "senza dubbio lo sforzo meglio riuscito della carriera di Barone", mentre Trousers Press lo ha descritto come "lancinante e assolutamente meritevole" e "il grande album che i fan avevano sempre immaginato che Barone facesse".
Nel 1997, Barone ha pubblicato Between Heaven and Cello, un album registrato dal vivo alla discoteca Fez di New York, accompagnato unicamente dal violoncellista Jane Scarpantoni. Un cofanetto dei suoi primi tre album da solista dal titolo The Big Three è stato pubblicato in Europa nel 2000. Nel 2004 ha pubblicato, in edizione limitata, un'antologia da solista dal titolo COLLECTION: An Embarrassment of Richard, contenente brani favoriti del suo repertorio.
Barone ha poi rivolto la sua attenzione alla produzione discografica, conducendo una serie di registrazioni per numerosi artisti tra cui un duetto tra Liza Minnelli e il pianista Johnny Rodgers, un album per bambini per l'ex modella Jolie Jones, figlia di Quincy Jones, registrazioni per Fred Schneider, il frontman dei The B-52's e altro. In qualità di produttore/regista ha sviluppato eventi concertistici su larga scala, tra cui tributi a Peggy Lee alla Carnegie Hall, all'Hollywood Bowl e al Ravinia Festival di Chicago nel 2003 e 2004, e ancora concerti per il SummerStage al Central Park di New York.
In altri progetti è stato, nel 2005, produttore esecutivo del DVD La Nomi Song, prodotto dalla Palm Pictures, che include il suo remix operistico di Total Eclipse del contraltista new wave Klaus Nomi, la direzione musicale e l'orchestrazione di Le mille luci di New York al New York Theatre Workshop (con Michael Greif, il regista di Rent); fu inoltre regista e interprete dello spettacolo The Downtown Messiah, una moderna interpretazione dell'oratorio barocco di Haendel, in onda ogni anno su oltre 200 stazioni radio pubbliche a livello nazionale per sei anni consecutivi. Le sue canzoni e collaborazioni, comprese quelle scritte colla cantautrice Jill Sobule, sono state ascoltate in diversi programmi televisivi popolari, tra cui West Wing - Tutti gli uomini del Presidente, Dawson's Creek, Felicity, e A sud del Paradiso.
Nel 2006, lui e i componenti originali dei The Bongos si riunirono in studio con la produzione di Moby, per creare una nuova versione di The Bulrushes, un loro vecchio singolo, ed un video musicale per la riproposizione di una edizione speciale del loro album di debutto. La raccolta Drums Along the Hudson - Special Edition, comprendente 27 tracce, è stata pubblicata dall'etichetta Cooking Vinyl nel giugno 2007. Si sono tenuti diversi concerti con The Bongos riuniti, culminati con un concerto all'aperto a Hoboken, nel quale la band è stata insignita con un discorso del sindaco e la consegna delle chiavi della città.
Nel settembre 2007 è stata pubblicata la biografia di Barone, FRONTMAN: Surviving the Rock Star Myth, e il suo catalogo solista completo è stato messo in vendita su ITunes Store. Alla fine del 2007, ha iniziato a mettere in scena una serie di 'letture musicali' riprese dalla biografia, sia dal vivo che alla radio, con stralci del libro letti, tra gli altri, dall'attrice televisiva Joyce DeWitt. L'accompagnamento musicale, in surround, è stato realizzato utilizzando la nuova chitarra Gibson Les Paul HD.6x-Pro Digital, uno strumento a cui Barone ha contribuito come consulente artistico. Il giorno del suo compleanno, il 1º ottobre 2008, ha portato lo spettacolo Frontman: Una lettura musicale sul palco della Carnegie Hall di New York City, con "ospiti speciali e amici leggendari", tra cui Moby, Lou Reed, Garth Hudson del gruppo The Band, Marshall Crenshaw, Terre e Suzzy Roche, Randy Brecker, Carlos Alomar e molti altri. Il concerto di beneficenza è stato diffuso dalla stazione radio pubblica WFUV 90,7 FM a New York.
Nel 2008 ha pubblicato il suo ultimo album, GLOW, con Tony Visconti, l'esperto produttore di David Bowie e dei T. Rex. Al progetto hanno collaborato con Barone anche i produttori Mike Thorne (Soft Cell, Bronski Beat, Communards, Wire), Steve Rosenthal (Lou Reed, Monster Magnet), Steve Addabbo (Suzanne Vega, Shawn Colvin), il compositore Paul Williams, l'ingegner Leslie Ann Jones di Skywalker Sound, il fotografo Mick Rock e altri. GLOW, un EP comprendente tre canzoni, è attualmente distribuito tramite iTunes e Amazon.com.

## Discografia

### Album da solista
- GLOW, 2008, prodotto da Tony Visconti, Steve Addabbo, Steve Rosenthal, Mike Thorne e Richard Barone - ITunes Store
- Collection: An Embarrassment of Richard, 2004 - compilation; ITunes Store
- The Big Three, 2000 - cofanetto; Line Records (in Germania)
- Between Heaven and Cello, 1997 - dal vivo, Line Records (in Germania)
- Clouds over Eden, 1993, prodotto da Hugh Jones - MESA Bluemoon/Atlantic Records
- Primal Dream, 1990, prodotto da Richard Gottehrer e Don Dixon - MCA Records
- Cool Blue Halo, 1987, registrato dal vivo al Bottom Line, New York City - Passport Records

### Collaborazioni
- Nuts and Bolts, 1983, con James Mastro. prodotto da Mitch Easter - Passport Records

### Con The Bongos
- Drums Along the Hudson - Special Edition, 2007, prodotto da Moby - Cooking Vinyl (Stati Uniti e Gran Bretagna)
- Beat Hotel, 1985, prodotto da John Jansen - RCA Victor
- Numbers with Wings, 1983, prodotto da Richard Gottehrer - RCA Victor
- Drums Along the Hudson, 1982, prodotto da The Bongos, Ken Thomas e Mark Abel - PVC Records (negli USA)
- Time and the River, 1982, prodotto da The Bongos e Ken Thomas - Fetish Records (in Gran Bretagna)
- Start Swimming, 1981, compilation dal vivo al Rainbow Theatre - Stiff Records